# Милана
Милана је чешко и словачко име изведено од имена Милена. Појављује се и у другим словенским народима, али и у Италији и Индији. Ово је и српско име, изведено од имена Милан и њему сличних имена.

## Популарност
У Словенији је ово име 2007. било на 690. месту по популарности, а у Србији у периоду од 2003. до 2005. на 99. месту. Такође је 2005. и 2006. било међу првих шестсто у јужној Аустралији.

## Носиоци имена
- Милана Влаовић
- Милана Писарић
- Милана Стојадиновић Милић